# Pedro Nolasco Peña
Pedro Nolasco Peña Ossandón; (Chimbarongo, 1849 - Santiago,  1907). Fue un agricultor y político liberal chileno. Hijo de Pedro Nolasco Peña Castro y Magdalena Ossandón Paéz. Contrajo matrimonio con Francisca Fernández Asenjo.
Educado en el Instituto Nacional. Tras egresar de Humanidades se dedicó a las labores agrícolas en los fundos de su padre, en la zona de Rengo y San Fernando. 
Fue miembro del Partido Liberal, siendo electo Diputado por Rere y Puchacay (1891-1894), donde integró la comisión permanente de Economía y Comercio.
Se desempeñó también como Intendente de Colchagua (1896-1899), cargo que abandonó para retirarse de la política.